# Gonjače
Gonjače – wieś w Słowenii, w gminie Brda. W 2018 roku liczyła 160 mieszkańców.